# Xert (kommunhuvudort)
Chert/Xert är en kommunhuvudort i Spanien.   Den ligger i provinsen Província de Castelló och regionen Valencia, i den östra delen av landet, 300 km öster om huvudstaden Madrid. Chert/Xert ligger 456 meter över havet och antalet invånare är 890.
Terrängen runt Chert/Xert är kuperad åt nordväst, men åt sydost är den platt. Runt Chert/Xert är det mycket glesbefolkat, med 6 invånare per kvadratkilometer. Närmaste större samhälle är Càlig, 17,8 km öster om Chert/Xert. Trakten runt Chert/Xert består till största delen av jordbruksmark.